# Vera Danchakoff

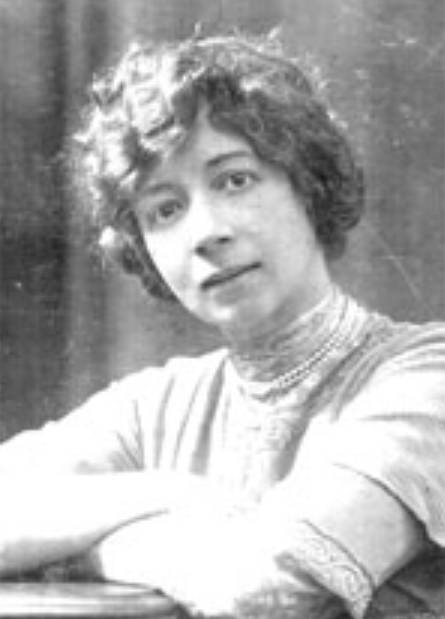
Portret

Vera Danchakoff (Russisch: Вера Михайловна Данчакова, Vera Michailovna Dantsjakova, Sint-Petersburg, 21 maart 1879 – Zwitserland, 22 september 1950) was een Russische wetenschapster en hoogleraar. Ze was een pionier in het onderzoek naar stamcellen.
Ze werd geboren als Vera Grigorjevskaja en bij haar huwelijk nam ze de naam van haar man aan. Ze koos tegen het advies van haar ouders voor een wetenschappelijk studie en werd de eerste vrouwelijke hoogleraar in Rusland. Ze emigreerde in 1915 naar de Verenigde Staten en bouwde daar een academische carrière uit.
- Gemeinsame Normdatei: 120955482
- International Standard Name Identifier: 0000 0000 7992 7802
- Library of Congress Control Number: nr2003000638
- Nationale Bibliotheek van Israël: 987007334541305171
- Nederlandse Thesaurus van Auteursnamen: 262075059
- Système universitaire de documentation: 114567131
- Virtual International Authority File: 42682155